# Балка Левицька
Балка Левицька — річка в Україні, у Покровському й Новомиколаївському районах Дніпропетровської й Запорізької областей. Права притока Верхньої Терси (басейн Дніпра).

## Опис
Довжина 17 км, похил річки 2,6 м/км. Площа басейну 62,3 км². Місцями пересихає.

## Розташування
Бере початок у селі Христофорівка. Спочатку тече на південний, потім на північний захід через Розівку і на південно-східній стороні від Заливного впадає у річку Верхню Терсу, ліву притоку Вовчої. 
Населені пункти вздовж берегової смуги: Зелена Діброва. 
Річку перетинає автошлях Т 0408.